# إيزابيلا ماري أبوت
إيزابيلا ماري أبوت هي فنانة كندية، ولدت في 23 ديسمبر 1890 في مدينة كيبك في كندا، وتوفيت في 26 نوفمبر 1955.

## الحياة
ولدت أبوت في مدينة كيبيك ، ابنة ماريان ج. (شمال شرق كامبل) وآرثر إدوارد أبوت ، وحفيدة رئيس الوزراء السير جون أبوت. عرضت مع جمعية الفنون في مونتريال قبل عرض عملها مع الأكاديمية الملكية الكندية في عامي 1922 و 1923. عملت أبوت كممرضة متطوعة في فرنسا خلال الحرب العالمية الأولى.عملت مع نقابة الحرف اليدوية الكندية كأمين صندوق من عام 1924 حتى فبراير 1929. كان أبوت أيضا سكرتيرا لعميد العلوم في جامعة ماكجيل. عادت أبوت للعمل مع النقابة في عام 1950 ، وعملت حتى وفاتها في عام 1955.